# Бесан (Тарн и Гарона)
Бесан (фр. Bessens) насеље је и општина у јужној Француској у региону Миди Пирене, у департману Тарн и Гарона која припада префектури Montauban.
По подацима из 2011. године у општини је живело 1.388 становника, а густина насељености је износила 149,73 становника/km². Општина се простире на површини од 9,27 km². Налази се на средњој надморској висини од 104 метара (максималној 146 m, а минималној 90 m).

## Демографија
| 1962. | 1968. | 1975. | 1982. | 1990. | 1999. | 2011. |
| ----- | ----- | ----- | ----- | ----- | ----- | ----- |
| 409   | 444   | 469   | 558   | 585   | 664   | 1.388 |

График промене броја становника у току последњих година

## Споменици
- Товн халл.
- Црква.
- Звоник.
- Рат спомен.